# Хан Тун Хак
Хан Тун Хак (кхмер. ហង្ស ធុន ហាក់; 2 серпня 1926 — 18 квітня 1975) — камбоджійський драматург і політик, прем'єр-міністр Кхмерської Республіки від жовтня 1972 до травня 1973 року. Був убитий червоними кхмерами.

## Життєпис
Народився в родині дрібного чиновника одного з районів провінції Кампонгтям. Навчався в Парижі на театрального діяча. У Франції бав участь у діяльності радикально-комуністичної групи кхмерських студентів, там же близько познайомився з Пол Потом і Єнг Сарі.
1951 року повернувся на батьківщину, де приєднався до антиколоніальних повстанців («незалежні кхмери») на чолі з Сон Нгок Таном. Долучився до партизанського руху, переховувався в лісах Сіємреапу. Легалізувався 1953 року, незадовго до проголошення незалежності Камбоджі.
Свою вищу освіту завершував у Камбоджійській національній академії драматичного мистецтва. Писав п'єси в жанрі історичної драми й політичної сатири. Художніми засобами критикував авторитаризм і корупцію режиму Нородома Сіанука. Гарні особисті стосунки з королевою Сісават Коссомак, матір'ю Сіанука, забезпечували захист від цензури. У 1966—1970 роках Хан Тун Хак займав пост ректора Королівського університету витончених мистецтв.
1970 року Хан Тун Хак підтримав республіканський переворот. Був членом Соціально-республіканської партії президента Лон Нола. В жовтні 1972 року замінив Сон Нгок Тана на посту прем'єр-міністра.
На чолі уряду Хан Тун Хак дотримувався більш компромісної позиції, ніж його попередник. Він намагався налагодити контакт із Сіануком і представником червоних кхмерів Ху Юном, щоб домовитись про політичне врегулювання. Однак ті спроби результату не мали та стали причиною усунення Хан Тун Хака від посади в травні 1973 року.
1 квітня 1975 року на тлі масованого наступу «червоних кхмерів», Лон Нол залишив Камбоджу. Державну владу в Кхмерській Республіці взяв на себе Верховний комітет, який в останні дні очолював генерал Сак Сутсакан. До складу того органу входив і Хан Тун Хак. Його переконували залишити країну, однак він відмовився (до США виїхала тільки родина політика).
17 квітня 1975 року Пномпень захопили «червоні кхмери». Почались масові вбивства. Чиновників Кхмерської Республіки знищували в першу чергу. Наступного дня після падіння столиці Хан Тун Хак був убитий.